# Marcel Juneau
Marcel Juneau (* 27. Juni 1943 in Saint-Augustin-de-Desmaures; † 24. August 2018 in Québec) war ein kanadischer Romanist, Lexikograf und Hochschullehrer.

## Leben und Werk
Marcel Juneau studierte Romanische Philologie an der Universität Laval (Québec), ab 1968 bei Georges Straka an der Universität Straßburg, ab 1970 bei Pierre Gardette an der Universität Lyon. Mit der Arbeit Contribution à l’histoire de la prononciation française au Québec. Étude des graphies des documents d’archives (erschienen 1972) wurde er 1970 in Straßburg promoviert und war ab 1971 Professor an der Universität Laval. Zusammen mit Micheline Massicotte und Claude Poirier sammelte er Material für das Projekt eines historisch angelegten Trésor de la langue française au Québec (TLFQ), für das er ab 1977 Forschungsgelder einwerben konnte. Da er sich 1983 aus Gesundheitsgründen von der Universität zurückziehen musste, erschien das Wörterbuch 1998 unter der Herausgabe von Claude Poirier und trug den Titel Dictionnaire historique du français québécois. Monographies lexicographiques de québécismes. Es gilt als Meilenstein in der Beschreibung des Quebecer Französisch.

## Werke
- (Hrsg. mit Claude Poirier) Le Livre de comptes d'un meunier québécois. Edition avec étude linguistique. Presses de l'Université Laval, Québéc 1973.
- (Hrsg.) Travaux de linguistique québécoise. 4 Bde. Presses de l'Université Laval, Québec 1975–1983.
- (Hrsg.) La Jument qui crotte de l'argent. Edition et étude linguistique. Presses de l'Université Laval, Québéc  1976.
- Problèmes de lexicologie québécoise. Prolégomènes à un Trésor de la langue française au Québec. Presses de l'Université Laval, Québéc 1977.